# MOOCS
MOOCS（ムークス）は、かつてニフティが運営していた音楽関連サービスの名称。
2005年10月31日、前身の「Music@nifty」からリニューアルし、音楽配信サービス「MOOCS」が開始した。
2008年2月29日、音楽配信サービス「MOOCS」を終了し、音楽情報サイト「MOOCS」としてリニューアル、同時に音楽SNS「MOOCS park」を開始した。
2010年9月30日をもって「MOOCS」「MOOCS park」を終了した。

## 音楽配信サービスとして
SDメモリーカードを使って楽曲をやり取りできる点、SD-Audio対応の携帯電話で音楽が再生できる点が、これまでの音楽配信サービスとの違いであった。
音楽管理ソフトはパナソニックの「SD-Jukebox」をベースに開発された「MOOCS PLAYER」を利用する。
音声圧縮フォーマットはMPEG2-AAC。配信ビットレートは全曲128kbps。
SDメモリーカードへの書き出しに関する著作権管理には、東芝の「MQbic（マルチキュービック）」とSDメモリーカードの「CPRM」の2つを組みあわせた独自形式が利用される。

### 連携番組

#### エフエムインターウェーブ×MOOCS
いずれもMOOCS内でダウンロードできる楽曲をオンエア。
- MOOCS Push(毎週月曜〜木曜22時50分〜　DJ：杉岡芳樹　O.A.2005年11月〜2006年3月）
  - MOOCSでダウンロードできる洋・邦楽アーティスト（新人やインディーズ）のピックアップ。ストーリー仕立てで楽曲を紹介する10分番組。
- MOOCS Express(毎週金曜22時〜　DJ：船守さちこ　O.A.2005年11月〜2006年3月）
  - MOOCSでダウンロードできる邦楽アーティストのピックアップ。アナウンサー出身でさばけた語り口の船守さちことゲストのトークなどを交えて楽曲紹介をする1時間番組。
    - 【過去のゲスト】山下久美子 / w-inds. / 古内東子　など
- MOOCS Lounge(毎週金曜23時〜　DJ：イデ・F・ダイスケ　O.A.2005年11月〜2006年3月）
  - MOOCSでダウンロードできる洋楽アーティストのピックアップ。洋楽インディーズ楽曲などの紹介。ちょっとかみ気味でハイテンションな語り口のイデ・F・ダイスケがアーティストのバイオグラフィーなどを交えて楽曲を紹介する1時間番組。
- SELECT MOOCS TIMES(毎週水曜22時〜　DJ：George Williams　O.A.2006年7月〜9月)
  - MOOCSでダウンロードできる洋楽インディーズの楽曲を中心に紹介。他に邦楽アーティストをゲスト迎えての楽曲紹介など。

#### スペースシャワーTV×MOOCS
MOOCS内で配信中のアーティストのトークとライブ映像を放送。
- SPACE SHOWER TV×MOOCS LIVE inc.（月1回22時〜　ナビゲーター：スガシカオ　O.A.2005年12月〜2006年3月）
  - ライブ映像と番組のナビゲーターを務めるスガシカオとゲストとのトークを中心とした音楽番組。毎月ごとにゲスト（MOOCS配信アーティスト）を迎えた。MOOCSとの連動企画としては番組内で放送されたライブ音源の一部を、MOOCSで独占配信。（ウルフルズの『バンザイ〜好きでよかった〜(Live Inc.)』など。）一般応募で選ばれた観客を招待し、お台場のstudio DREAM MAKERでライブ映像を収録していた。
    - 【過去のゲスト】PE'Z / ウルフルズ / ZEEBRA　など